# ナッセ・ホルナーの法則
ナッセ・ホルネル（ホルナー）の法則とは、遺伝学の法則。
1820年、ドイツの医師クリスチャン・フリードリッヒ・ナッセ(en)が血友病に関して指摘し、
1876年、スイスの眼科医ヨハン・フリードリヒ・ホルネルが色盲に関して報告した。
これらを合わせて、ナッセ・ホルネルの法則という。

## ナッセの法則
血友病は男子のみが罹患する。
最初に判明したX連鎖遺伝のタイプである。

## ホルナーの法則
男子の場合、母親からの遺伝で将来娘が出来ると保因者になるというもの。
女子の場合、父親からの遺伝で将来息子を持つと半数の割合で色覚異常になるというもの。